# Bácsalmási Péter
Bácsalmási Péter (születési neve: Skribanek Péter) (Bácsalmás, 1908. november 16. – Budapest, 1981. május 20.) magyar olimpikon, atléta, kosárlabdázó, főiskolai tanár, mesteredző, sportvezető. 

## Élete
A bács-bodrog vármegyei Bácsalmáson született Skribanek Mihály földműves és Eckert Erzsébet gyermekeként. 1927-ben a kiskunhalasi Szilády Áron Református gimnáziumban érettségizett. Itt többek között a tanára volt Nagy Kálózi Sándor, a Kiskunhalasi Atlétikai Club alapítója. A Magyar Testnevelési Főiskolán tornatanári diplomát 1932-ben. 1933-ban vezetéknevet változtatott, felvette a szülőhelye nevét és hivatalosan a Bácsalmási Péter nevet használta innentől. Majd 1937-ben a budapesti egyetem jogtudományi karán szerzett doktori oklevelet.

## Pályafutása
A Testnevelési FSE (TFSC) színében hármasugrásban csúcstartó, tízpróbában nemzetközi szintű versenyző. 1953-tól mesteredző. A Budapesti EAC (BEAC) sportolójaként rúdugrásban 1937-ben csúcsot javított, amit 11 évig a magyar rúdugrók nem tudtak megdönteni. Nyolcszoros magyar bajnok  (1931, 1932, 1933, 1934, 1937: tízpróba; 1942: kosárlabda). Országos csúcstartó (hármasugrás 1931: 14,74 m; tízpróba: 1931: 6636 pont, 1937: 6762 pont). Négyszer volt csúcsjavító. Atlétikában 10-szeres magyar válogatott (1932–1937). Évekig kosárlabdázott, játékos-edzőként 1942-ben a BEAC bajnokcsapat tagja. Az 1940-es években Magyar Atlétikai Szövetség (MASZ) tagja. A második világháborút követően részt vett az atlétikai élet, a főiskolai sport újjászervezésében.  Az 1948. évi nyári olimpiai játékokra a MASZ ügyvezető alelnökeként irányította a felkészülést. Évekig közreműködött az olimpiai és a válogatott keretek felkészítésében. A Testnevelési Főiskolán (TF) 1941-től tanított. 1946-1954 között tanszékvezető, majd igazgatóhelyettes. 1958-1968 között ismét tanszékvezető. 1957-től a kormány testnevelési és sportmozgalom átszervezésére alakult kormánybizottság tagja. A TFSE évente megrendezendő tízpróba emlékversenyének névadója.

### Legjobb eredményei
- rúdugrás 404 cm,
- hármasugrás 14, 74 m,
- tízpróba 6762 pont

### Olimpiai játékok
Az 1932-es Los Angeles-i és az 1936-os berlini olimpia megnyitóünnepségen is olimpikonjaink élén ő vitte a magyar zászlót. Az 1932. évi nyári olimpiai játékok atlétikai sportágában, a hármasugrás versenyszámban a 9., a tízpróba versenyszámában a 10. lett. Az 1936. évi nyári olimpiai játékok atlétikai sportágában, a rúdugrás versenyszámában holtversenyben a 6. (4 m), míg tízpróbában a 12. lett.

## Szakmai sikerek
- 1979-ben megkapta a MASZ aranyplakett kitüntetését,
- Megkapta a MASZ tiszteletbeli elnökségi tag díszplakettet.

## Írásai
Munkaközösségi vezetőként és szerzőként közreműködött több TF tankönyv, atlétikai-szakkönyv megírásában. Főbb írásai:
- Atlétika (Budapest - 1949, 1950),
- Az atlétika oktatási módszerei (Budapest, 1953),
- Sportfoglalkozások felépítése és vezetése (Budapest - 1955),
- Az atlétika oktatása (szerk. Koltai Jenővel, Budapest., 1962).